# Singapore Pools
 (août 2025).
Singapore Pools (Private) Limited est une entreprise publique lottière filiale à Singapour. En tant que filiale détenue à 100 % par le Tote Board, c’est le seul opérateur autorisé légalement à organiser des loteries à Singapour.

## Histoire
Singapore Pools a été créé le 23 mai 1968 afin de lutter contre le jeu illégal à Singapour. Il offrait aux Singapouriens une voie légale pour parier sur les loteries, contrant ainsi les nombreux réseaux de paris illégaux. Depuis le 1er mai 2004, Singapore Pools appartient au Tote Board, un organisme statutaire relevant du ministère des Finances. Les produits et services de Singapore Pools sont régulés par le ministère de l’Intérieur et le ministère du Développement social et familial,.
L’entreprise a été constituée en « organisme à but non lucratif », et les excédents de revenus sont reversés au Tote Board, qui finance diverses causes et associations caritatives. Ces fonds servent également à promouvoir le sport, la culture et à financer plusieurs projets d’infrastructure à Singapour. Parmi les projets notables financés figurent l’ancien Stade national de Singapour, l’Singapore Indoor Stadium, l’Esplanade et les Gardens by the Bay,.
Le 29 septembre 2016, le ministère de l’Intérieur a annoncé que Singapore Pools bénéficierait d’une exemption en vertu du Remote Gambling Act de 2014, l’autorisant à proposer en ligne et par téléphone des jeux de loterie (4D, TOTO), ainsi que des paris sportifs et automobiles, sous réserve de conditions réglementaires strictes visant à prévenir les activités illégales,,.